# 金秀珍 (2008年出道編劇)
金秀珍（韓語：김수진），韓國電視劇編劇。2007年參與MBC劇本招募，以《死神活著》獲得最優秀賞，中間一度停筆，直到2014年參與SBS文化財團劇本招募，以《主廚的食譜》獲得優秀賞，再度提筆。

## 作品
- 2008年：MBC《之前&之後整形外科》
- 2008年：MBC《Life特別調查團》
- 2016年：Netflix《My Only Love Song》[5]
- 2017年：KBS 2TV《Mad Dog》[5]
- 2021年：JTBC《怪物》[5]

## 獲獎
- 2021年：第57屆百想藝術大獎—TV部門 劇本獎《怪物》